# Antonio Errico
Antonio Errico (Pozzuoli, 26 giugno 1948 – Baia Domizia, 16 luglio 1973) è stato un cestista italiano.

## Carriera
Ha militato nella Partenope Napoli a cavallo tra gli anni sessanta e settanta. Con la Nazionale ha preso parte ai Mondiali del 1970.
È morto prematuramente nel 1973, in un incidente stradale sulla Domiziana; a lui è intitolato il palasport di Pozzuoli.

## Palmarès
- Coppa delle Coppe: 1

Partenope Napoli: 1969-70
- Coppa Italia: 1

Partenope Napoli: 1968